# Агстафа (город)
Агстафа (азерб. Ağstafa, до 11 августа 1991 — Акстафа) — город в Азербайджане, административный центр Агстафинского района. Находится в долине реки Куры, приблизительно в 460 км западнее Баку.

## География
Агстафинский район, с центром в городе Агстафа расположен на северо-западе Азербайджана на Гянджа-Газахской наклонной равнине, на территории между горными хребтами Малого и Большого Кавказа.
Город находится в долине реки Куры, приблизительно в 460 км западнее Баку.

## История
В исторических справочниках Агстафы указано, что город появился во второй половине XIX века, во время строительства в здешних местах железной дороги. В том месте, где сейчас располагается город, была заложена железнодорожная станция, которая была названа «Агстафа» по имени близлежащего посёлка.
Вскоре поселок и станция были объединены и получили статус города. Статус города присвоен в 1941 году.

## Население
На 2012 год население составляло 12,4 тыс. человек.
На 1 января 2024 года в городе проживало 12 257 чел. Из них 6 104 мужчин (49,8 %), 6 153 женщины (50,2 %).
| Год         | 1968 | 1991   | 2004   | 2012   | 2023   | 2024   |
| Численность | 10,3 | 10 200 | 12 200 | 12 400 | 12 267 | 12 257 |

## Экономика
Город относится к Газах-Товузскому экономическому району.
В городе действует текстильная фабрика, птицефабрика, хлопкоочистительный комбинат, кирпично-керамический завод, электростанция.

## Транспорт
В городе расположена железнодорожная станция. Действует железнодорожное сообщение с Баку. С 15 июня 2025 года движение поездов продлено до станции Газах. На маршруте будут курсировать одноэтажные поезда «Stadler».
Через город проходит автомобильная трасса Тбилиси — Баку.

## Достопримечательности
Недалеко от города находится несколько курганов, относящихся к эпохам медного, бронзового и железного веков.

## Спорт
С 22 по 25 декабря 2006 года в Шеки проведён турнир по национальной игре човган (поло) на кубок Президента Азербайджана. В турнире участвовали представители 8 городов: Шеки, Агдам, Агстафа, Белакен, Гах, Газах, Огуз и Загатала. В результате 3-дневной борьбы победу в турнире одержали представители Агстафы.

## Города-побратимы
- Худжанд, Таджикистан

## Известные уроженцы
- Шамилов, Сейфулла Али оглы (1902—1974) — азербайджанский советский писатель, литературный критик, публицист, переводчик, журналист.

## Статьи
- Исполнительная власть Агстафинского района  (азерб.)